# Max Ngassa
Max Ngassa, né à Muyuka (Cameroun) le 18 août 1975 , est un réalisateur et scénariste camerounais .

## Biographie

### Carrière
Après une série de vidéoclips des artistes africains et spot publicitaire remarqués, Max Ngassa écrit, produit et réalise Tikaya, un court métrage sur le viol des femmes au Congo.
Devant le succès du court-métrage, il créa sa société de production en 2018.
Il change de label de Ultramax à Max Ngassa Films. Il se spécialise dans la production de long métrage, série tv et l'étalonnage numérique.

### Filmographie
- 2010 - 2016 : Fally ipupa - Charlotte Dipanda[2] - Youssoupha - Ferre Gola - Patience Dabany - Ariel T - Lino Versace - Petit Pays - Sergeo Polo - Stanley Enow - Chantal Ayissi - Lady Ponce - Cherokee - Adjouza (Music vidéo) - Kareyce Fotso
- 2017 : Tikaya (court métrage)[3]
- 2019 : Série "Héritage et compagnie" par Matika production et Air Côte d’Ivoire; "100 fausses Notes" (production et réalisation)
- 2022 : Long métrage "Kuvah" une coproduction de Max Ngassa Films et de l'actrice Camerounaise Syndy Emade.

### Vie privée
Max Ngassa.